# Mont Cornillet
Le mont Cornillet est un sommet du département français de la Marne culminant à 206 mètres d'altitude sur la commune de Prosnes, à l'est de Reims.
Il constitue un site de combats de la Première Guerre mondiale, en Champagne. En effet, cette position stratégique est occupée dès la fin de la première bataille de la Marne par les Allemands, qui la fortifient puissamment. Les Français lancent sans succès des offensives pour prendre le mont.

## Géographie
Au nord du mont Cornillet se situe le village de Nauroy, qui a disparu pendant la Première Guerre mondiale.

## Histoire

### La tragédie militaire des galeries

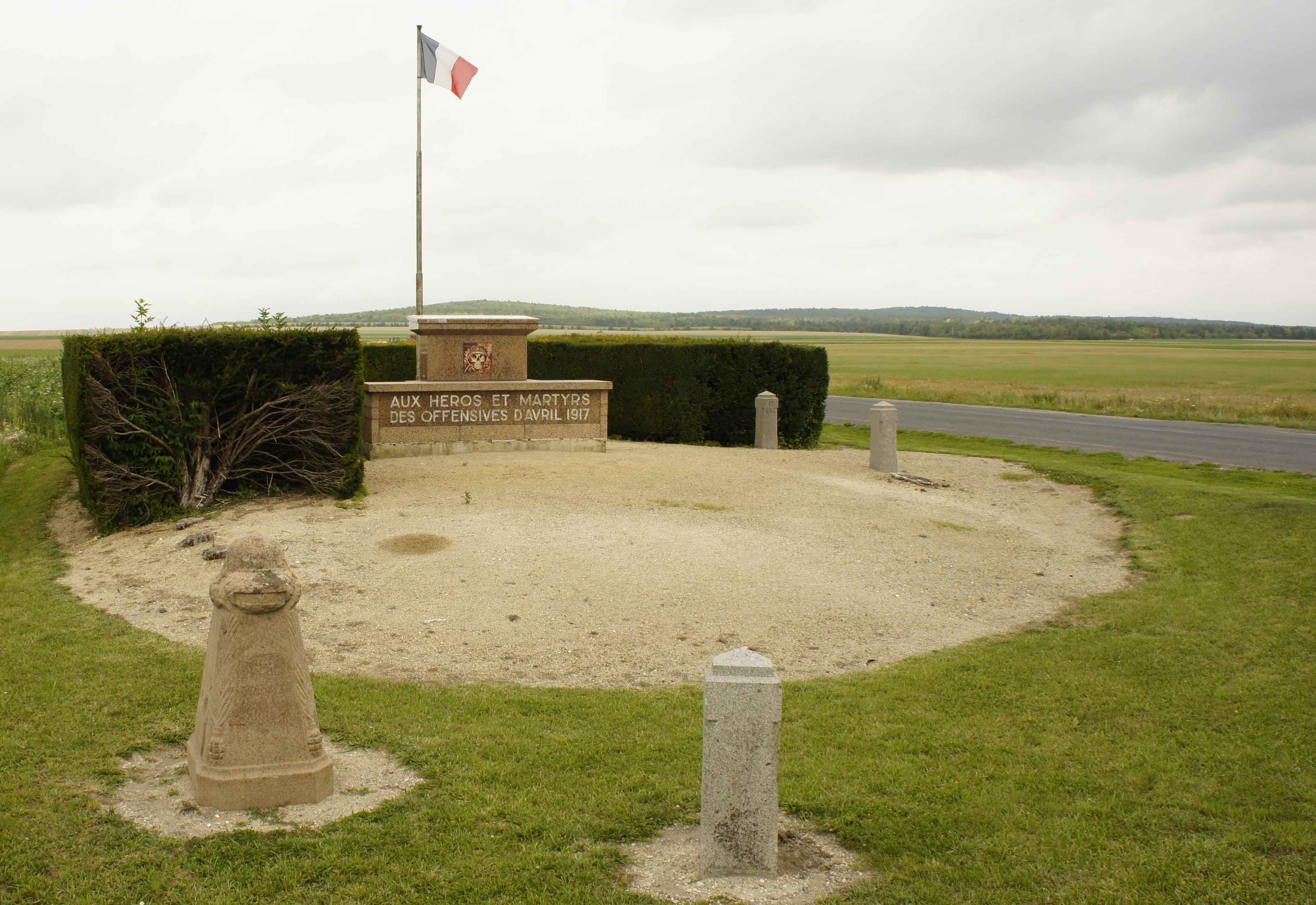
Monument en hommage à la 8e armée, le mont Cornillet et le massif de Monronvilliers sont visibles ici depuis la Voie de la Liberté, D931. L'axe d'avancée des troupes françaises est alors appréhendé.

En avril 1917 a lieu la bataille des monts de Champagne dans le cadre de l'offensive Nivelle, les Français multiplient les assauts sans prendre tous les monts. Le 17 avril, la 34e division d'infanterie se lance à l'attaque du mont Cornillet entre Reims et Suippes.
Ils en lancent un nouveau le 20 mai, préparé avec un soin particulier. Un bombardement d'artillerie intensif dévaste les lignes allemandes. Le poste de commandement ainsi qu'une partie des soldats allemands sont abrités dans un vaste ouvrage souterrain comprenant trois galeries principales parallèles et une galerie transversale, pouvant recevoir trois bataillons, soit plus de 600 hommes au total. Pour réduire cette garnison, les Français ont fait venir deux canons spéciaux, des obusiers de 400 mm, installés à Mourmelon-le-Petit, qui tirent 36 obus de 400 mm pesant 900 kg. Les objectifs visés sont les trois accès aux galeries, au nord du mont, et les puits d'aération, repérés par les avions d'observation. Un obus de 400 tombe dans la cheminée principale d'aération, à l'angle des galeries centrale et transversale, et explose au sol. Des obus asphyxiants tombent aussi aux trois accès des galeries, est, centrale et ouest. L'assaut français est lancé sur le flanc sud par trois bataillons du 1er régiment de zouaves. Il se heurte à une résistance qui parait faible et mal organisée et, en une demi-heure, emporte la crête. Sur le versant nord, où se trouvent les accès aux galeries, il y a peu de résistance d'infanterie, contrairement à l'attente. Un détachement de reconnaissance ne trouve pas les accès, qui ont été enterrés par le bombardement.

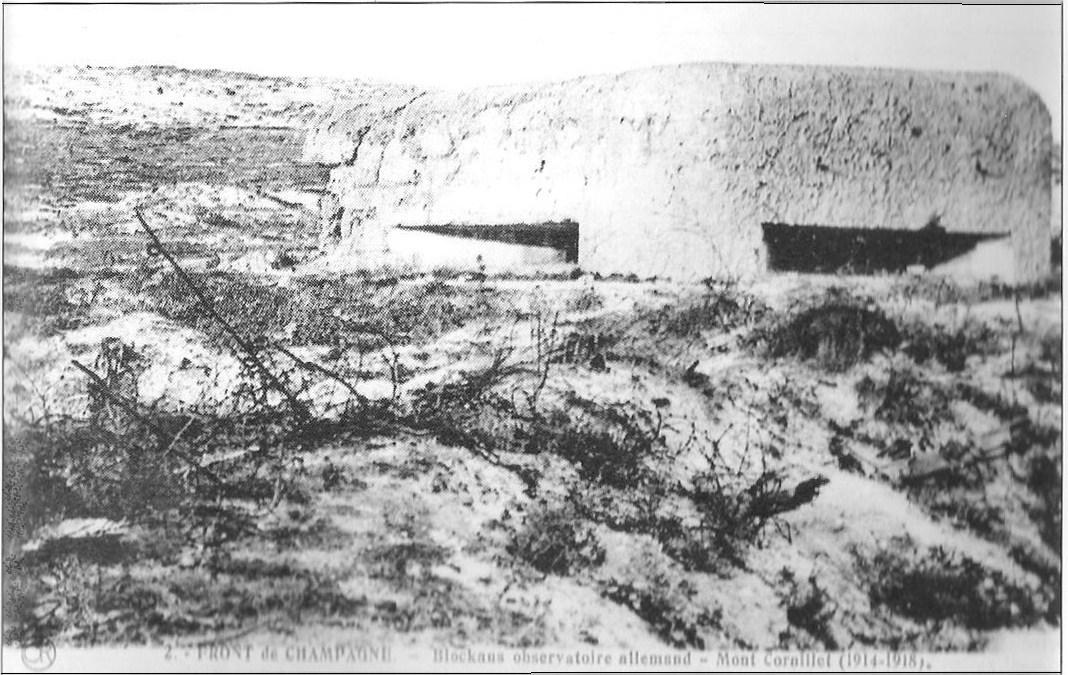
Un blockhaus allemand sur le mont Cornillet.
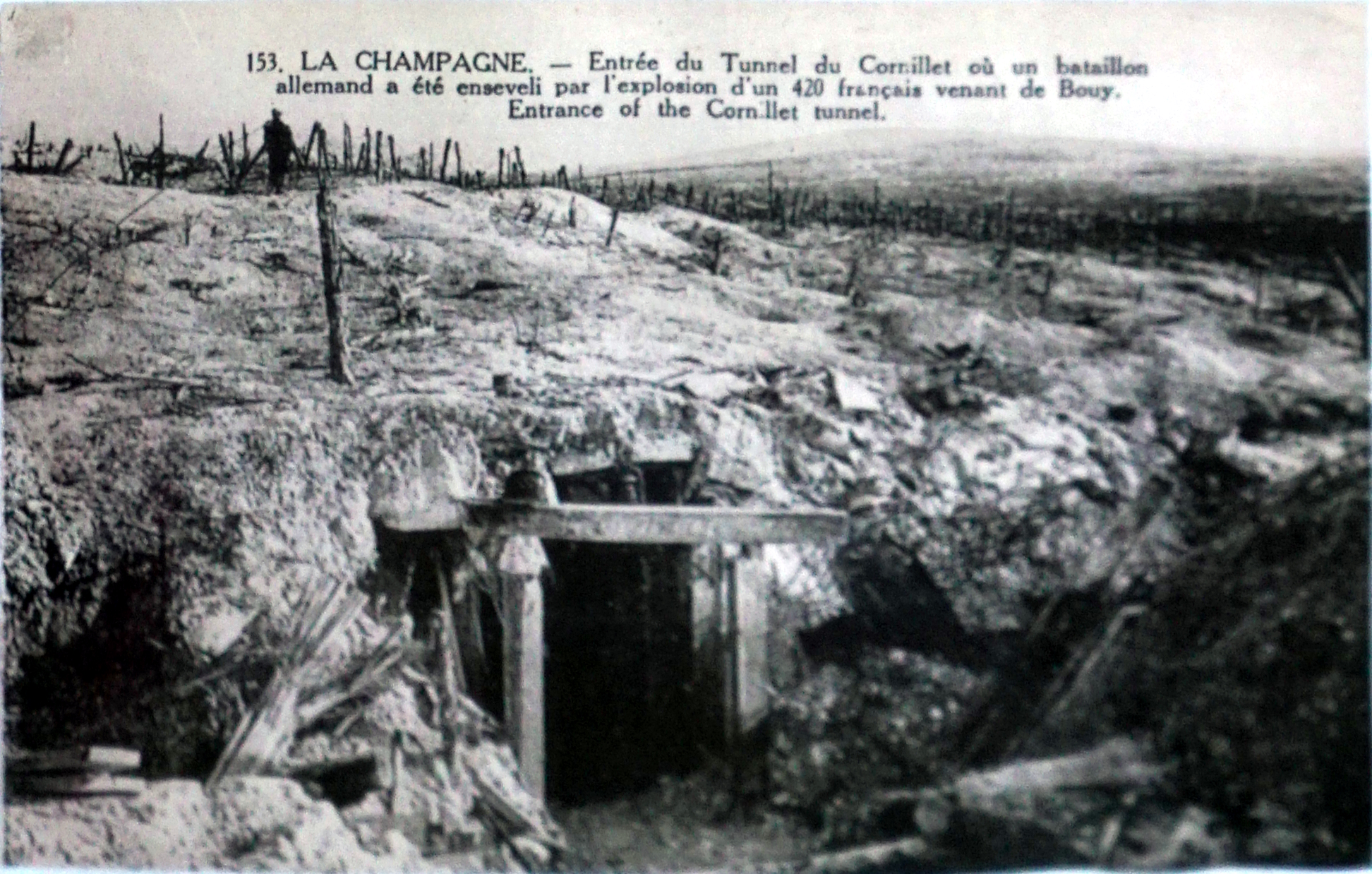
Entrée.
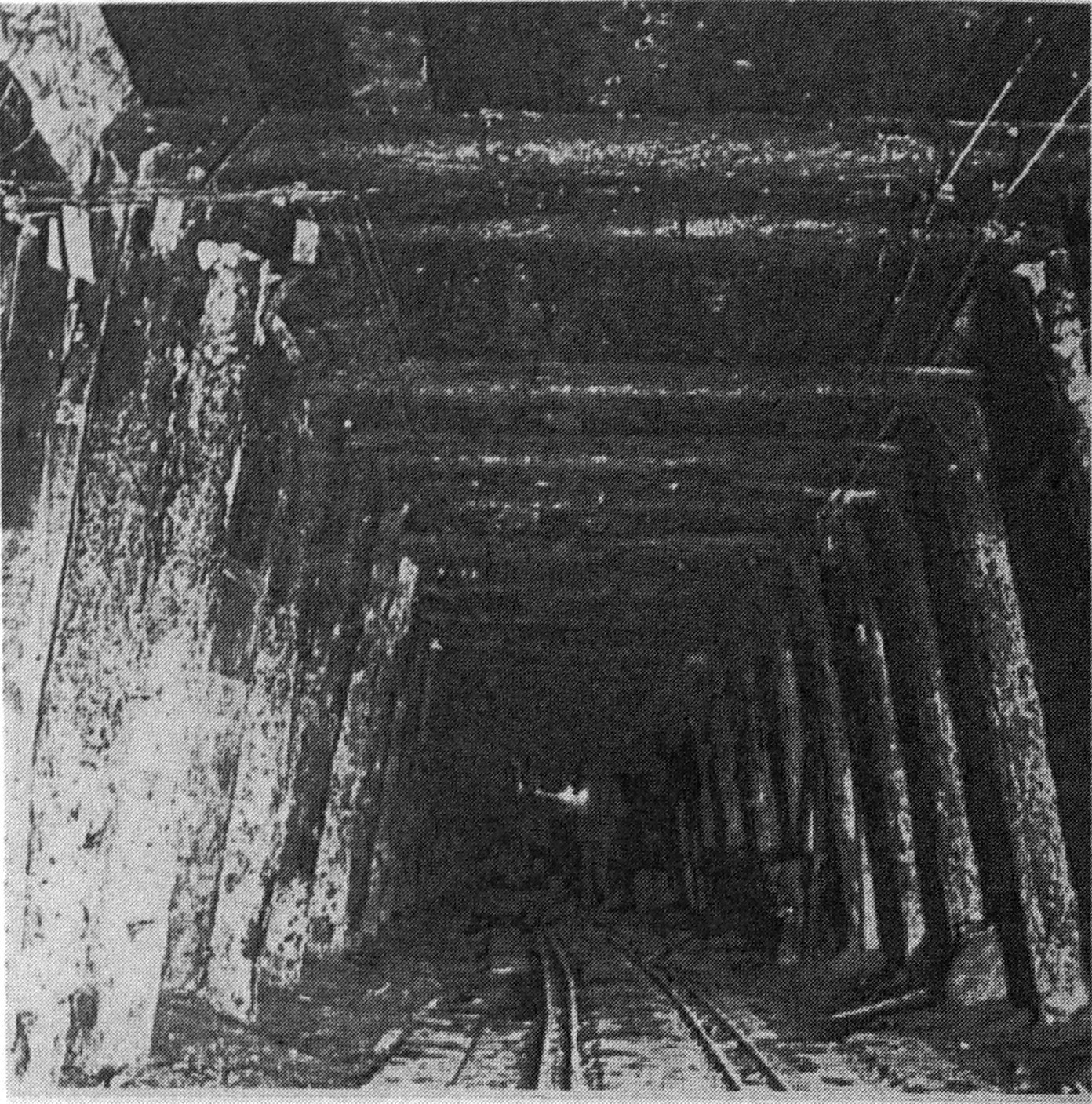
Une galerie.
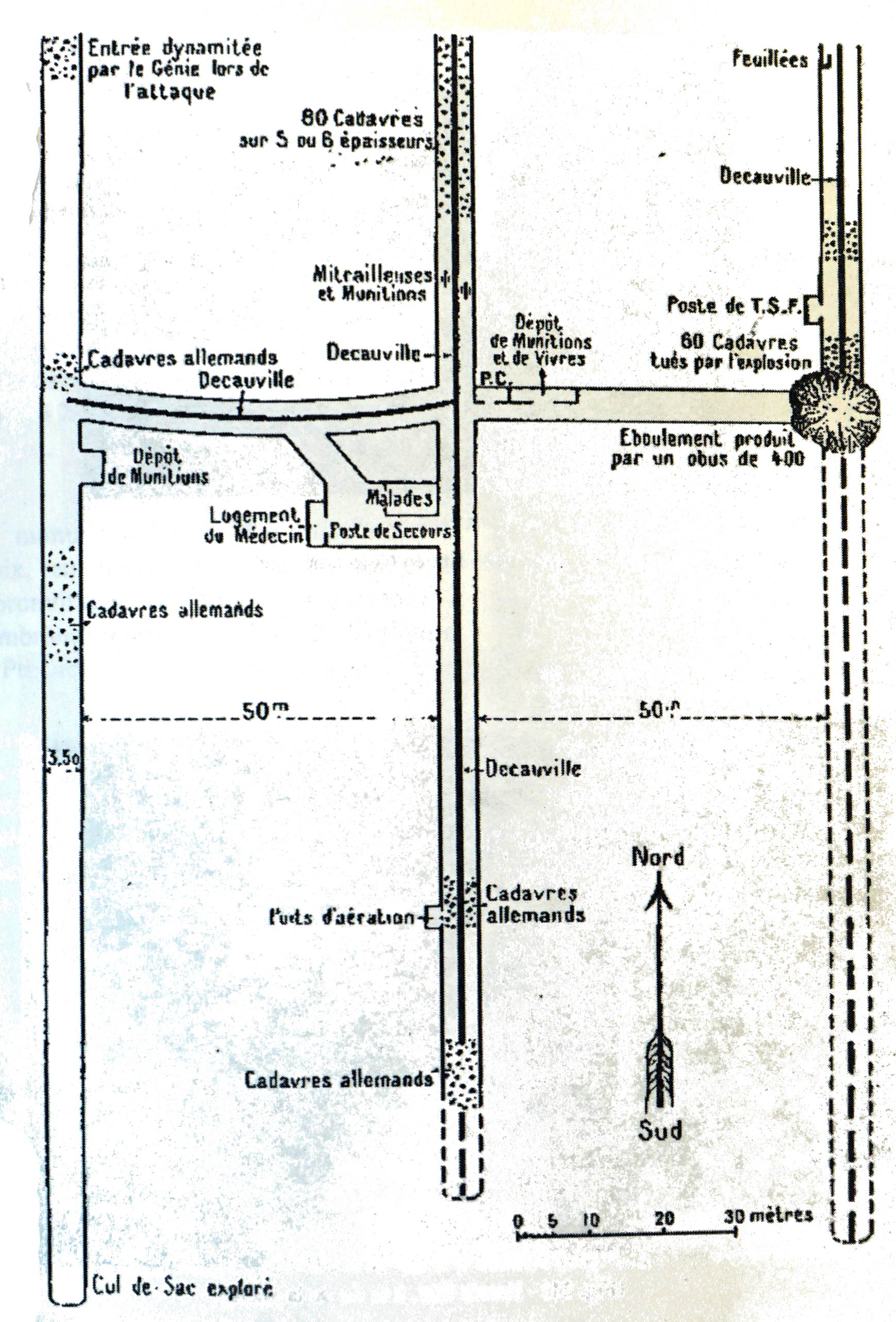
Plan français de 1917.

L'entrée de la galerie, découverte par le capitaine Texier, fait apparaître l'horreur. Les soldats ayant survécu au souffle et au monoxyde de carbone de l'explosion, entièrement équipés et armés pour sortir au combat, se sont rués dans la panique vers les sorties effondrées. Ils sont montés les uns sur les autres sur cinq épaisseurs, se battant pour la vie, et sont morts étouffés, écrasés par leurs camarades, asphyxiés ou tués par leurs baïonnettes. Leurs visages ne laissent pas de doute sur leur effroi et leurs souffrances. À l'intérieur, c'est la cohue des morts. Les Français ne retrouvent que deux soldats vivants. Ils ne peuvent évacuer tous les corps, l'entrée étant les jours suivants sous les feux intensifs de l'artillerie allemande du mont Blond, et emmurent ceux qui restent. Ils consolident les parties de galeries utilisables et s'y installent. 
Le 15 juillet 1918 débute la dernière grande offensive allemande, le « Friedensturm » (bataille pour la paix). Les troupes françaises du mont Cornillet doivent se replier. Elles font sauter la galerie est pour la rendre inutilisable par l'ennemi. L'offensive alliée de l'été contraint les troupes allemandes à reculer et elles abandonnent leurs positions, sur le Cornillet et les autres monts de Champagne, le 4 octobre 1918. La guerre redevient une guerre de mouvement et les belligérants quittent bientôt la Champagne.
Ensuite, c'est l'oubli. Il faudra attendre 1933 pour qu'une autre partie des galeries soit retrouvée mais il y a des émanations d'ypérite et les recherches sont arrêtées. Les corps non exhumés sont laissés sur place. En juin 1973, des fouilleurs de l'état civil militaire découvrent une bouche d'aération. Ils l'élargissent et descendent. Dans la galerie, c'est partout un entassement de squelettes. En juillet 1974, des sapeurs allemands aidés par des éléments français reprennent les fouilles. Ils extraient 241 nouveaux corps de soldats du 476e RI, des jeunes recrues du Wurtemberg, de 18 ans à peine. Les fouilles reprises en juin 1975 permettent de retrouver 80 autres corps. Au total, ce seront 414 soldats qui seront inhumés au cimetière militaire allemand de Warmeriville, après avoir reçu les honneurs militaires allemands et français. Peu de corps ont pu être identifiés, les ossements étant effondrés les uns sur les autres et enchevêtrés. Dans ce cimetière reposent aussi deux soldats français retrouvés dans l'infirmerie des galeries, dont le chef de bataillon Paul Adolphe Champel, né à Agon (Manche) le 19 novembre 1866, commandant le 1er bataillon du 48e RI, qui avait été blessé et fait prisonnier en menant l'assaut du 4 mai 1917. 265 autres corps seront découverts en 1984.
Au total, ce sont plus de 600 soldats allemands qui ont été tués dans les galeries du mont Cornillet par l'obus de 400 mm du bombardement du 20 mai 1917.

### 1918
Lors de l'offensive Meuse-Argonne, il est de nouveau le lieu d’âpres combats menés par la 4e armée.

## Les ossuaires français et allemands du cimetière de Warmeriville

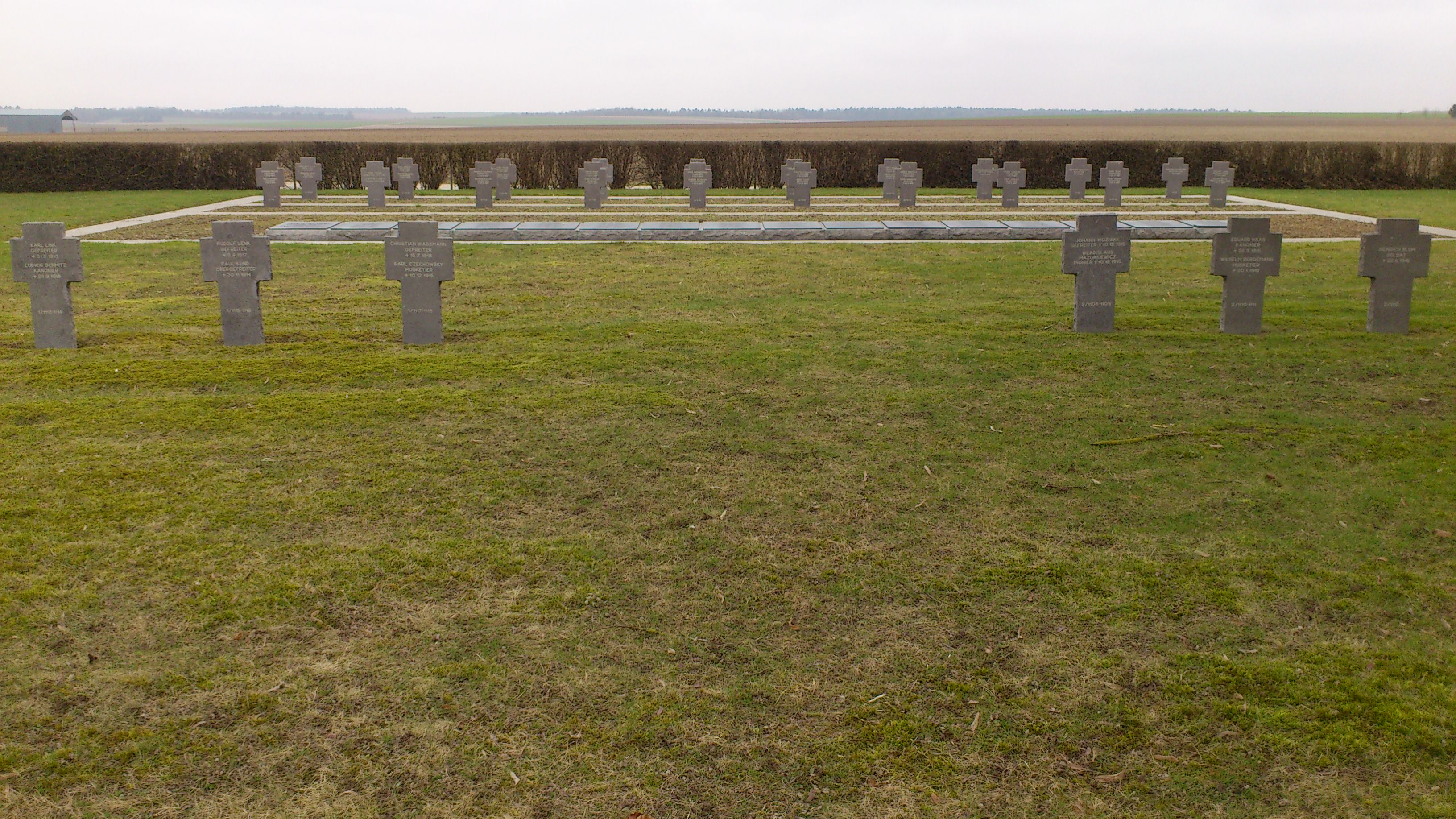
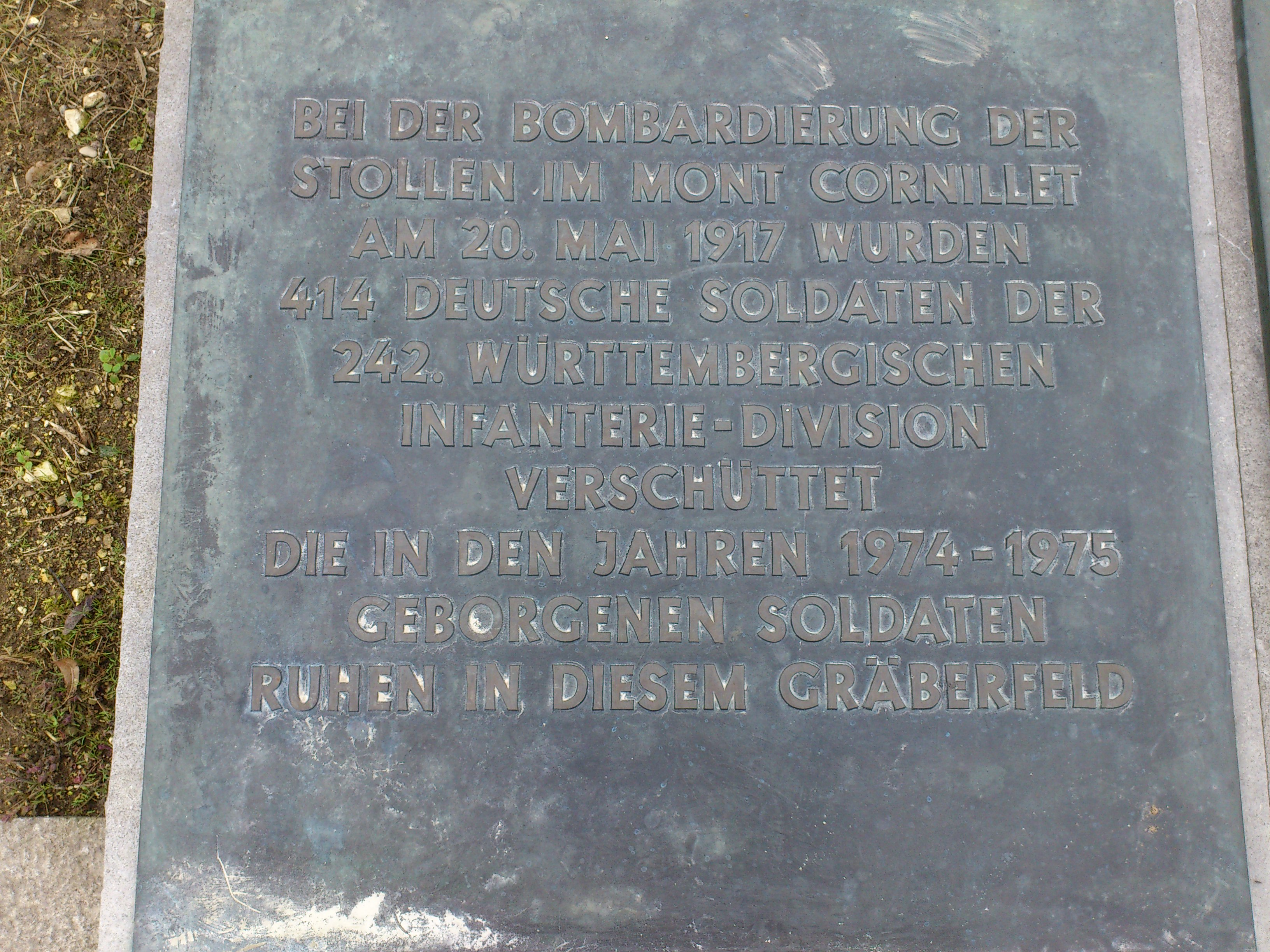
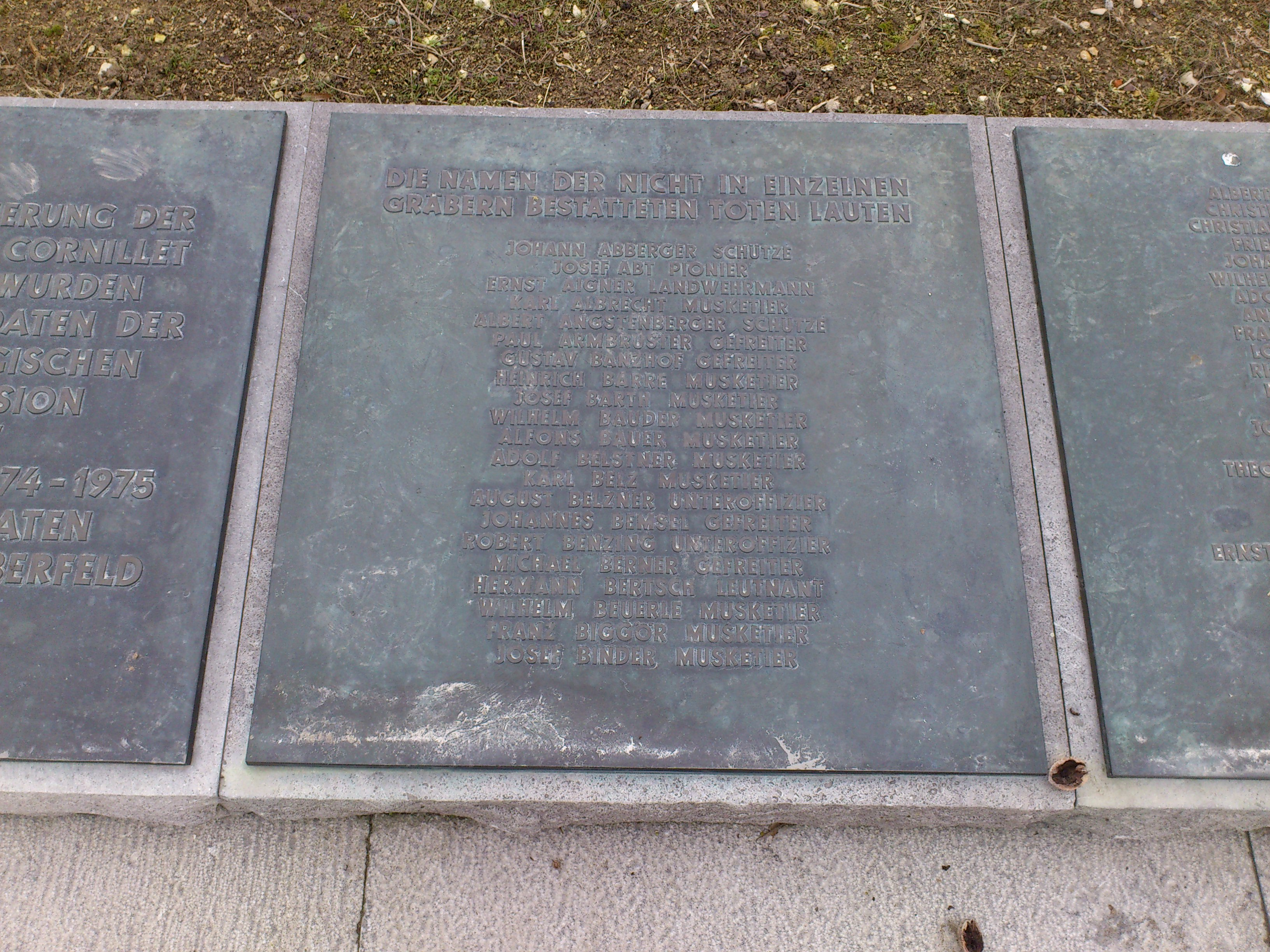
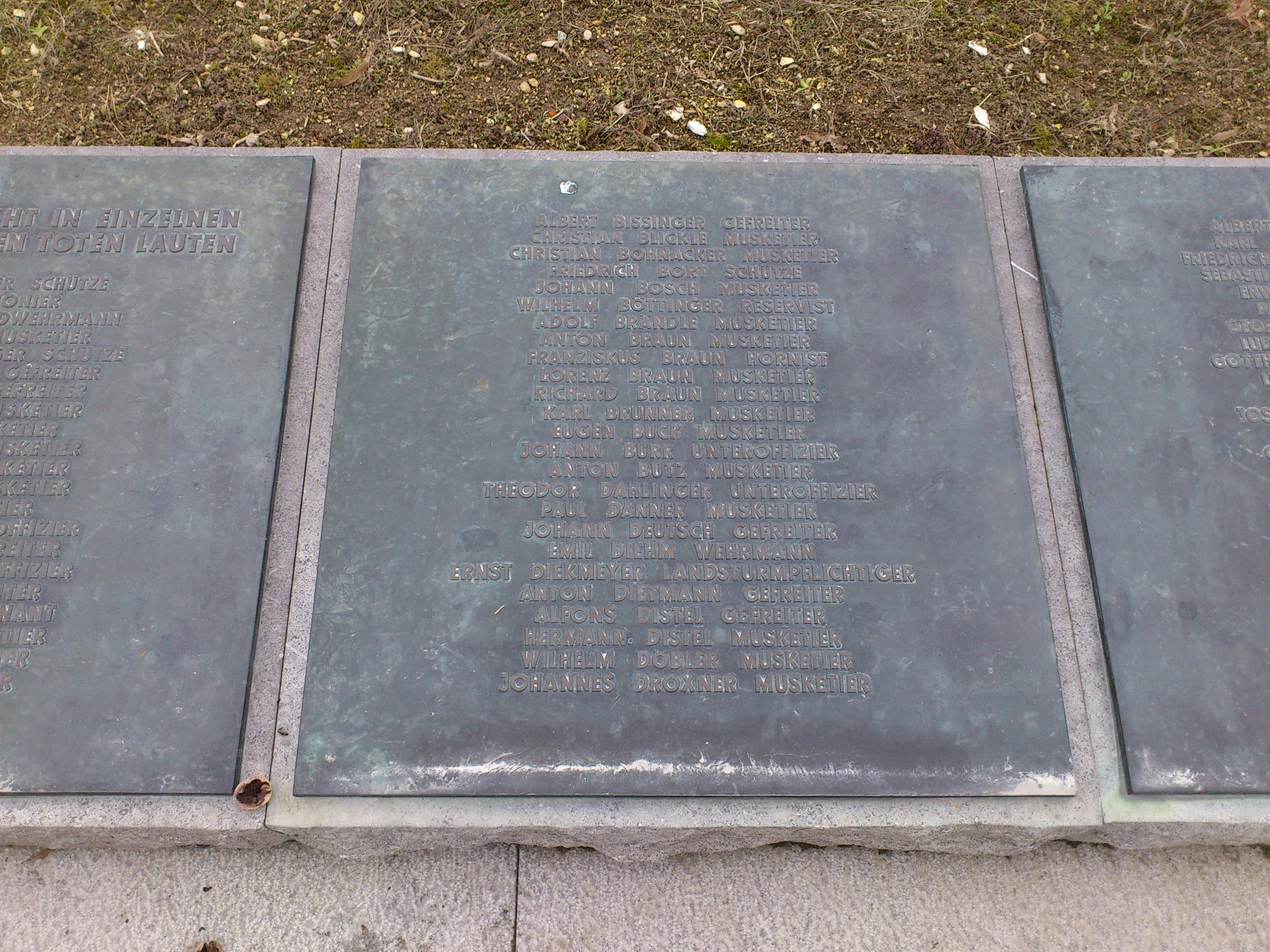
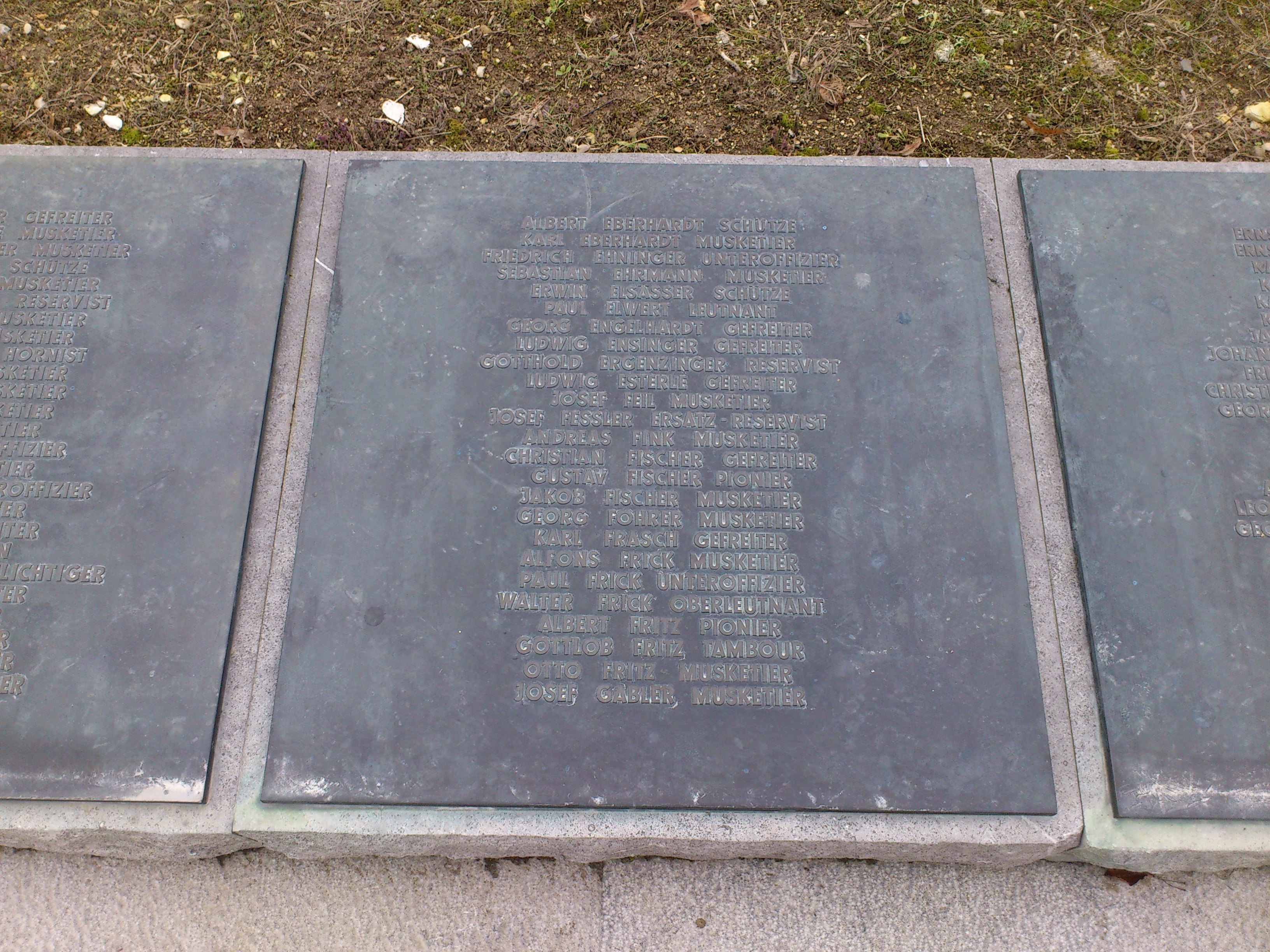
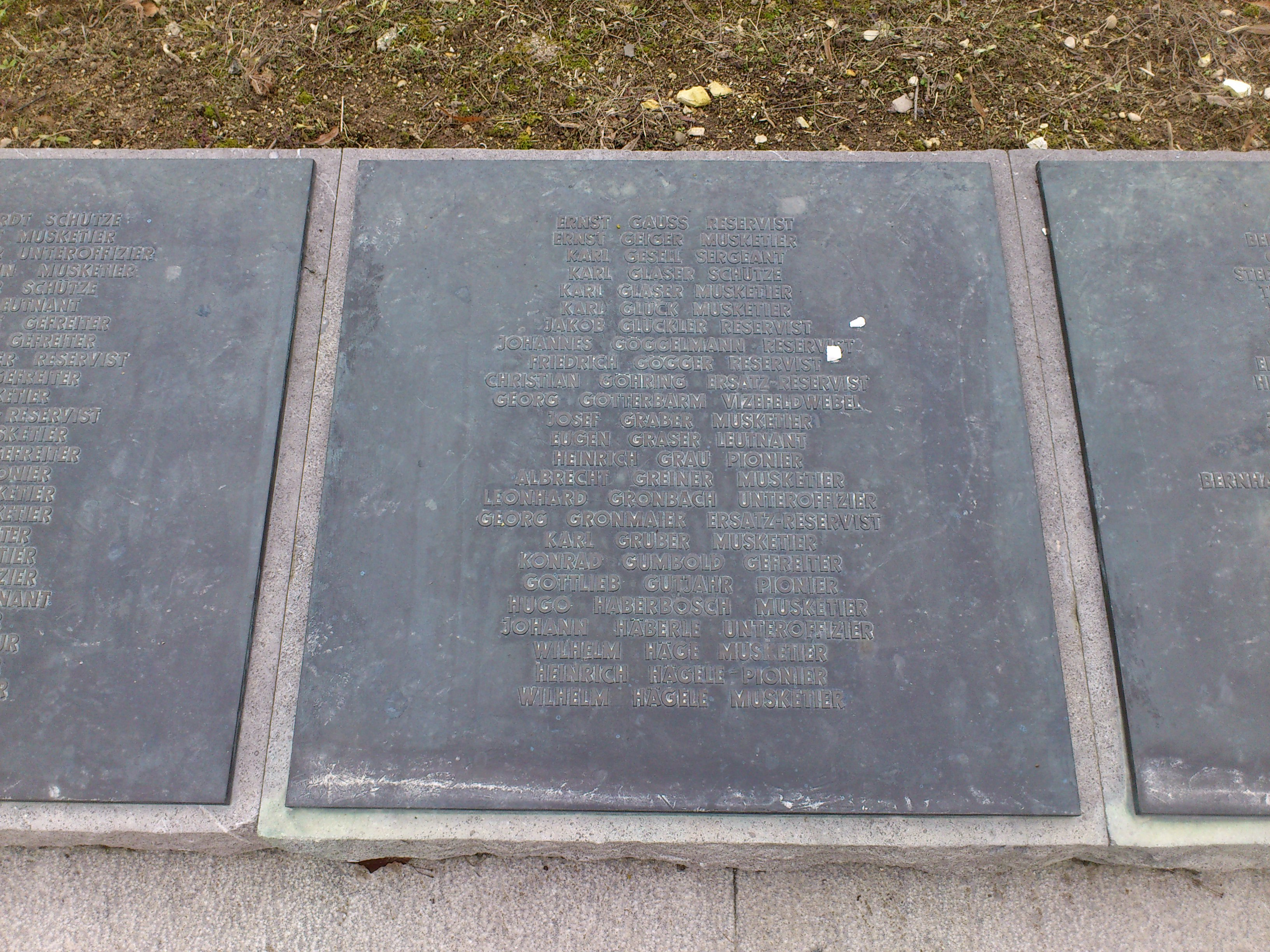
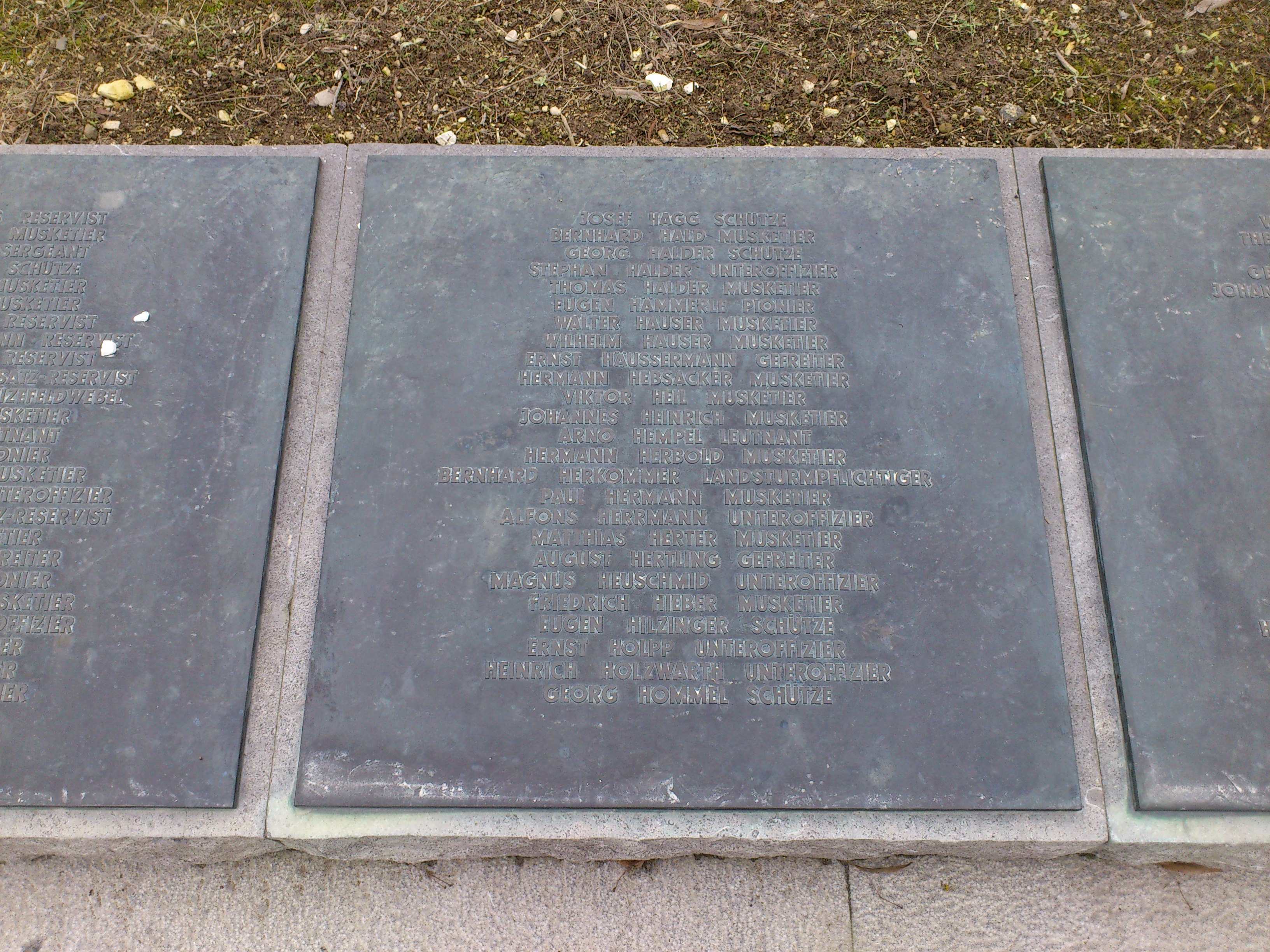
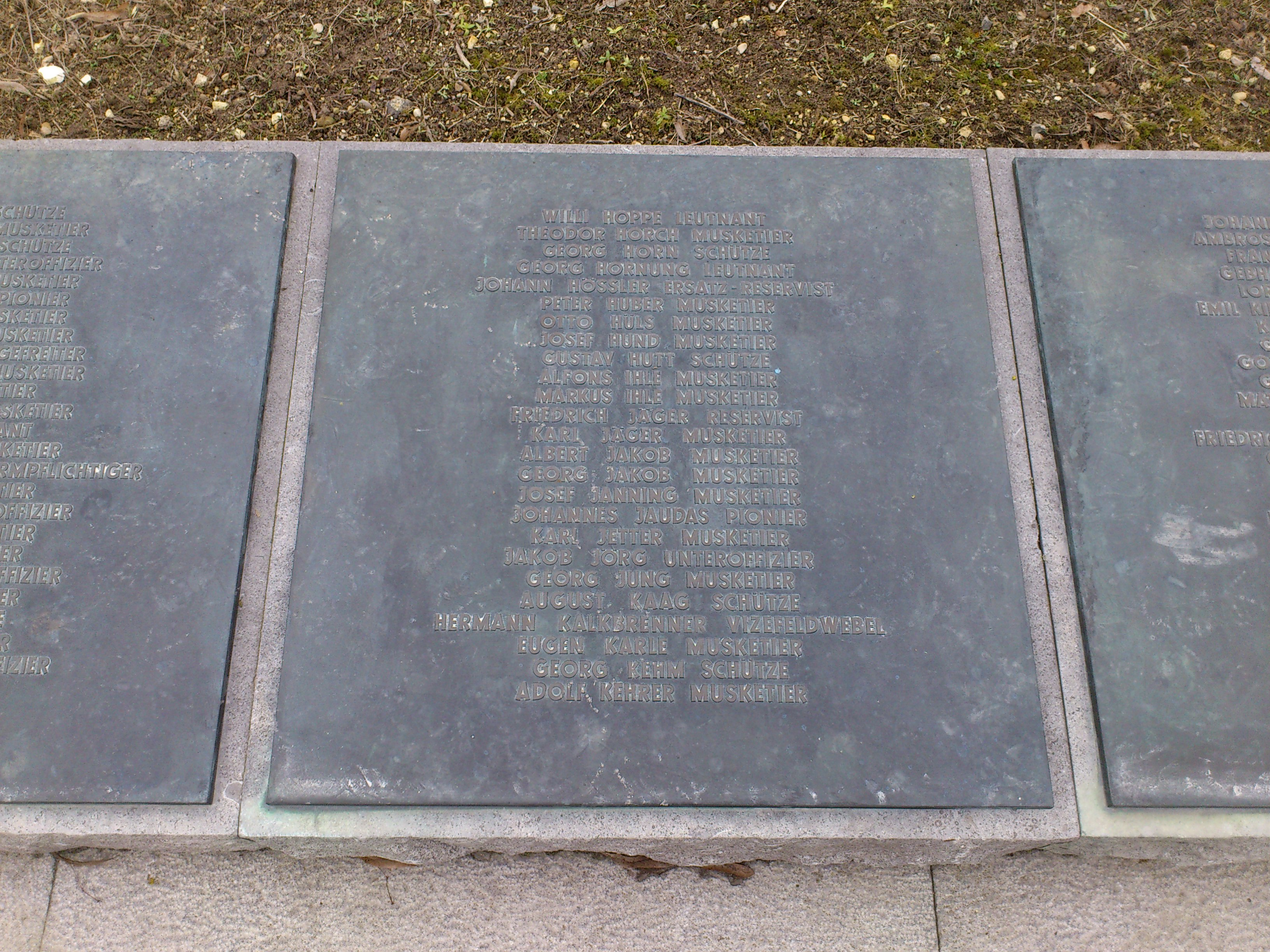
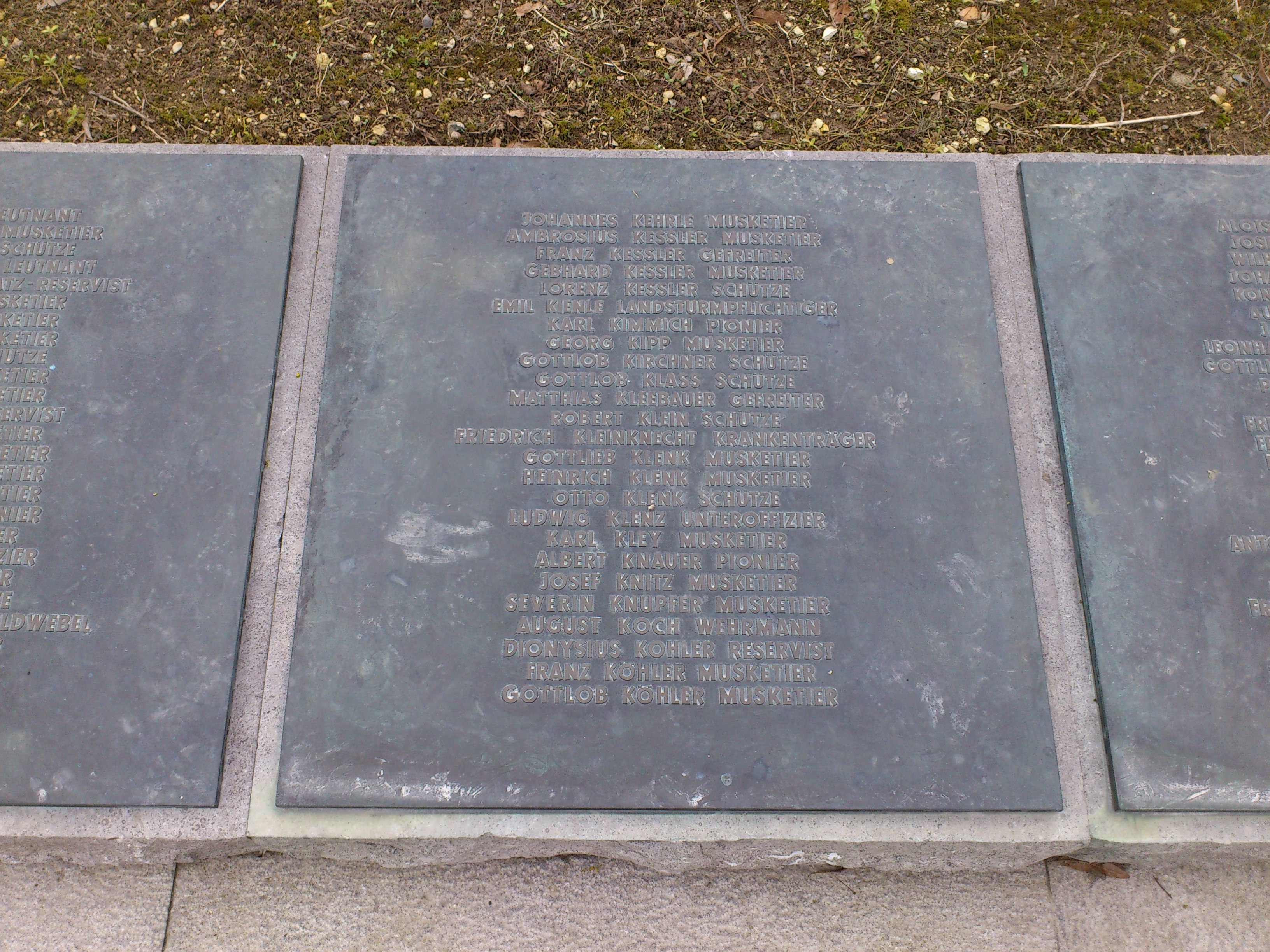
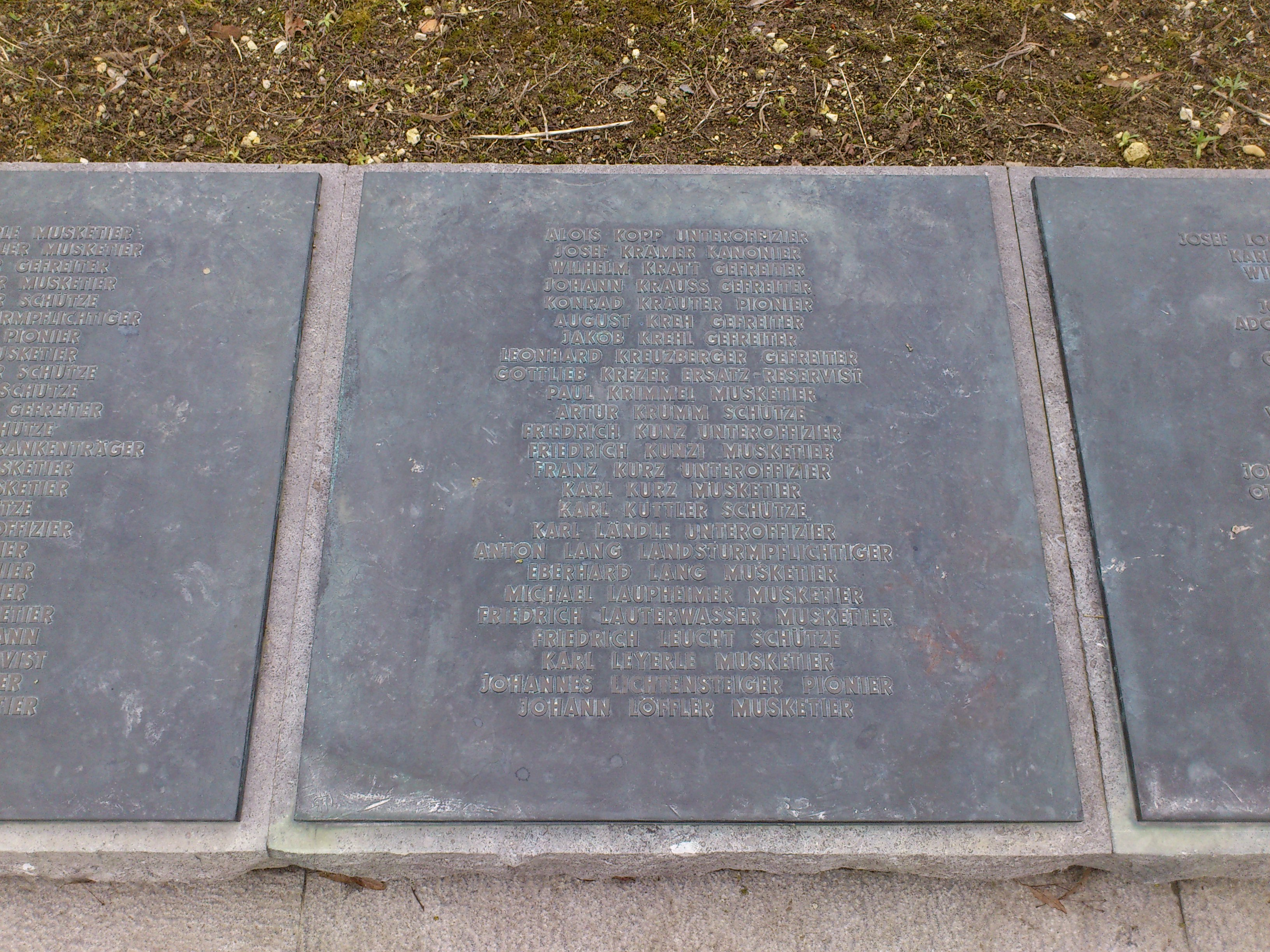
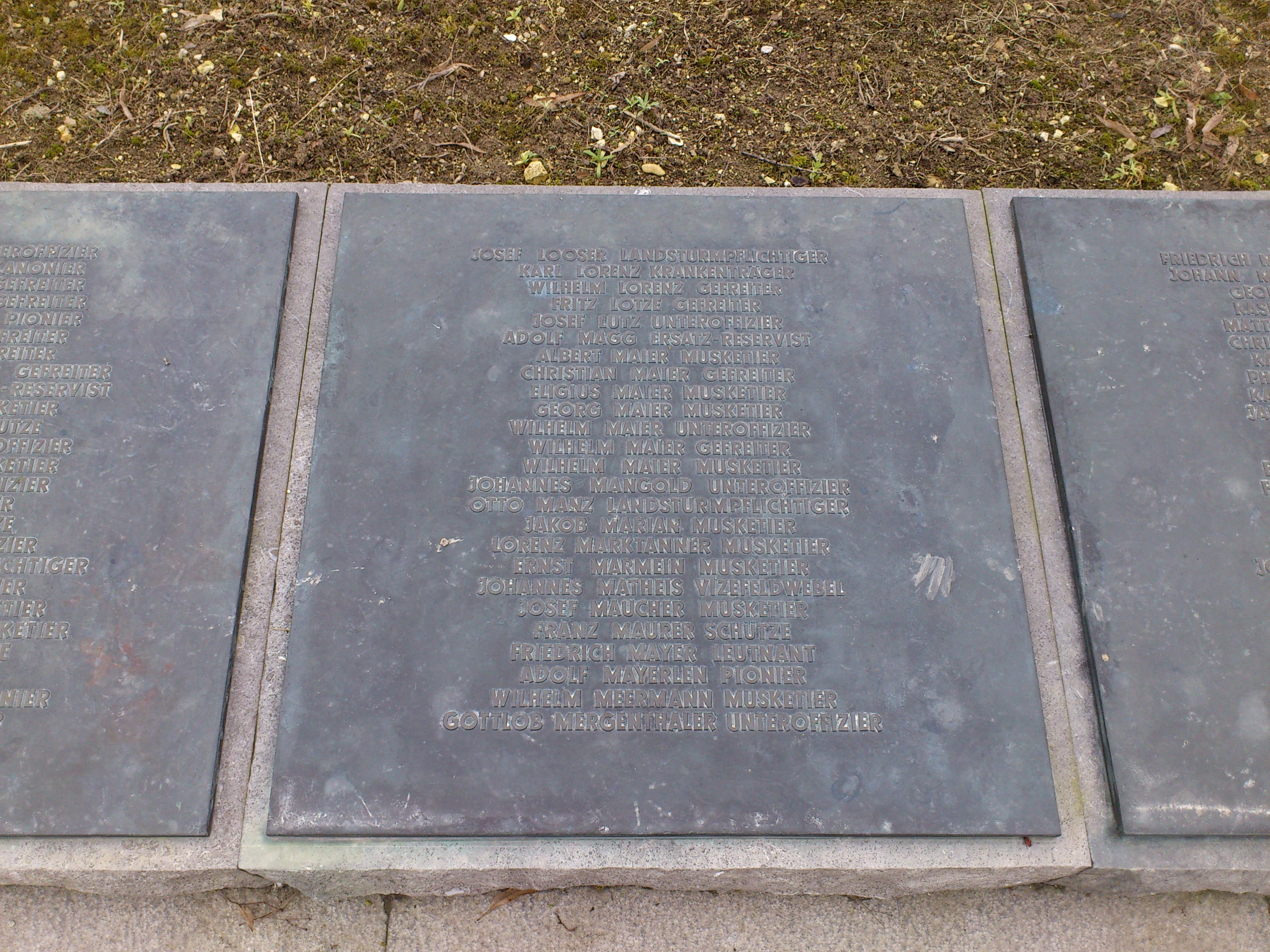
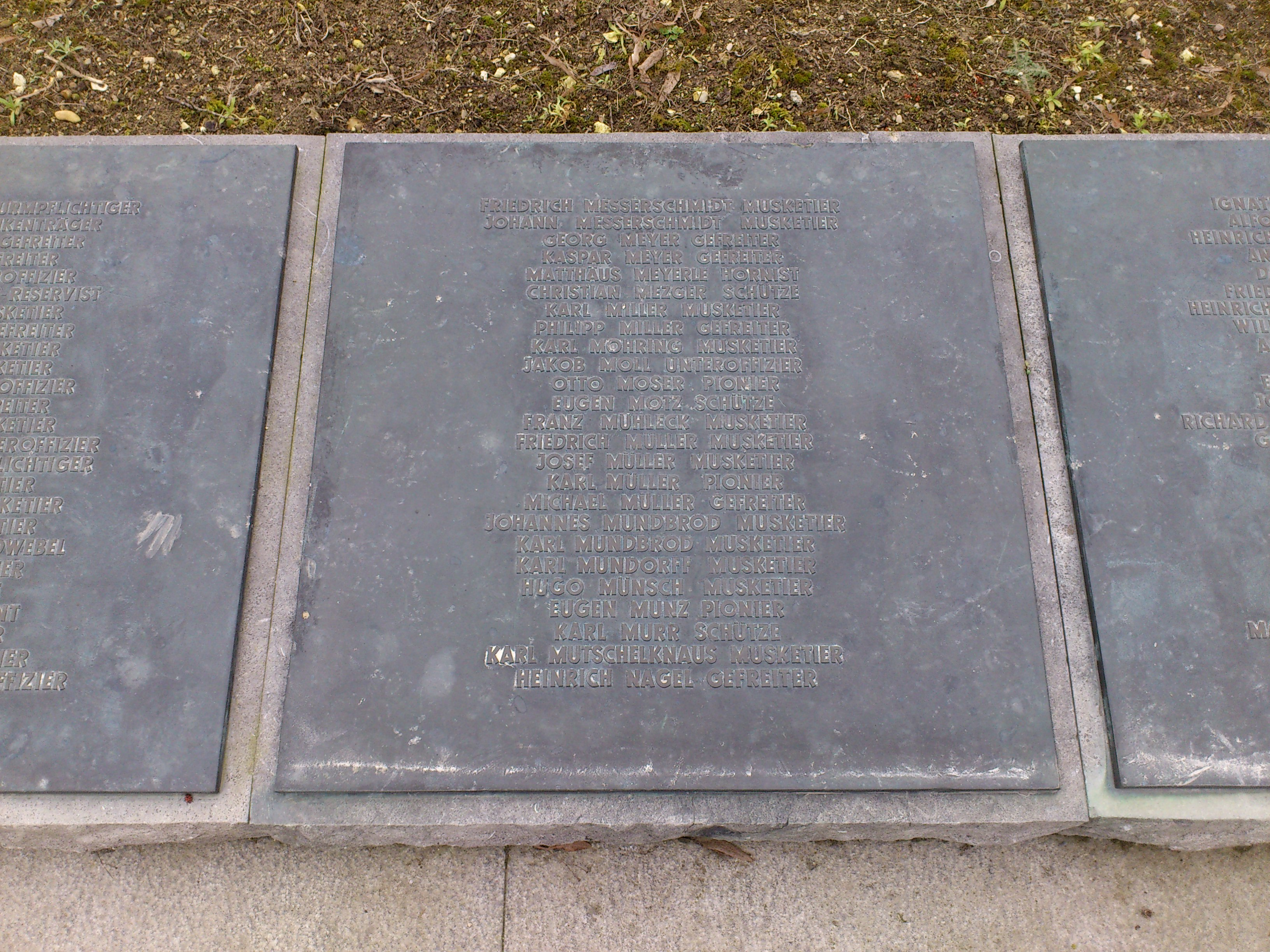
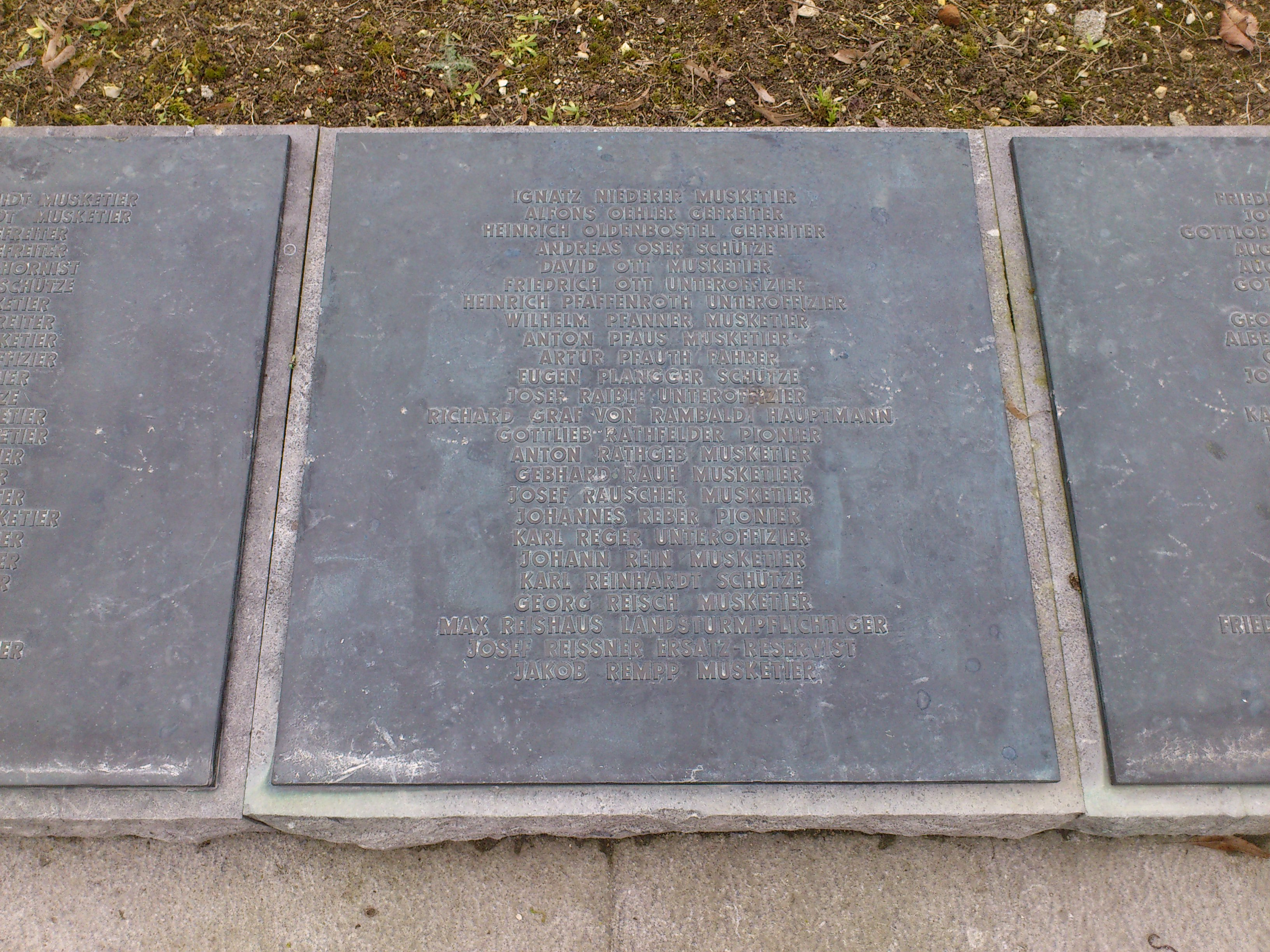
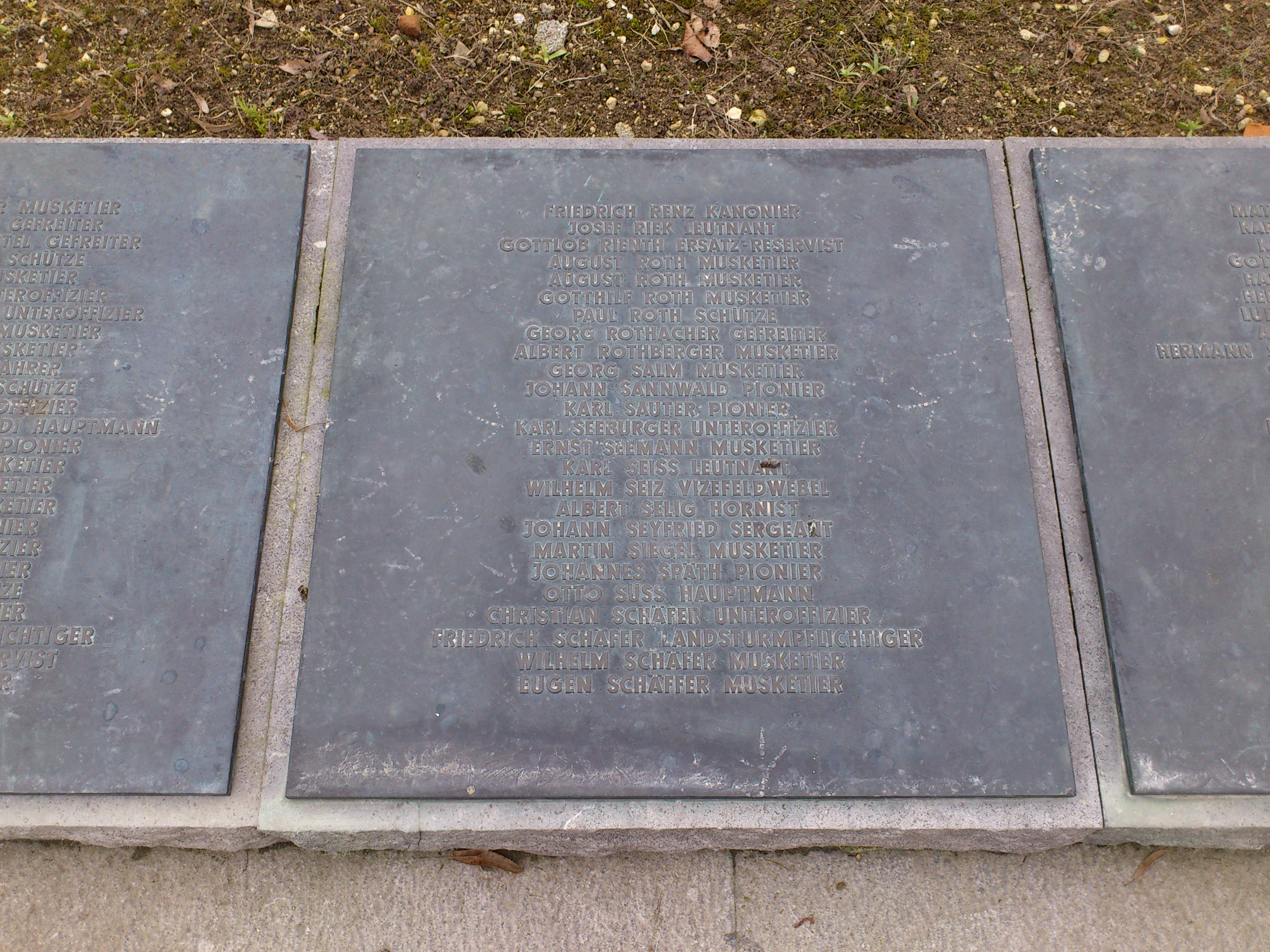
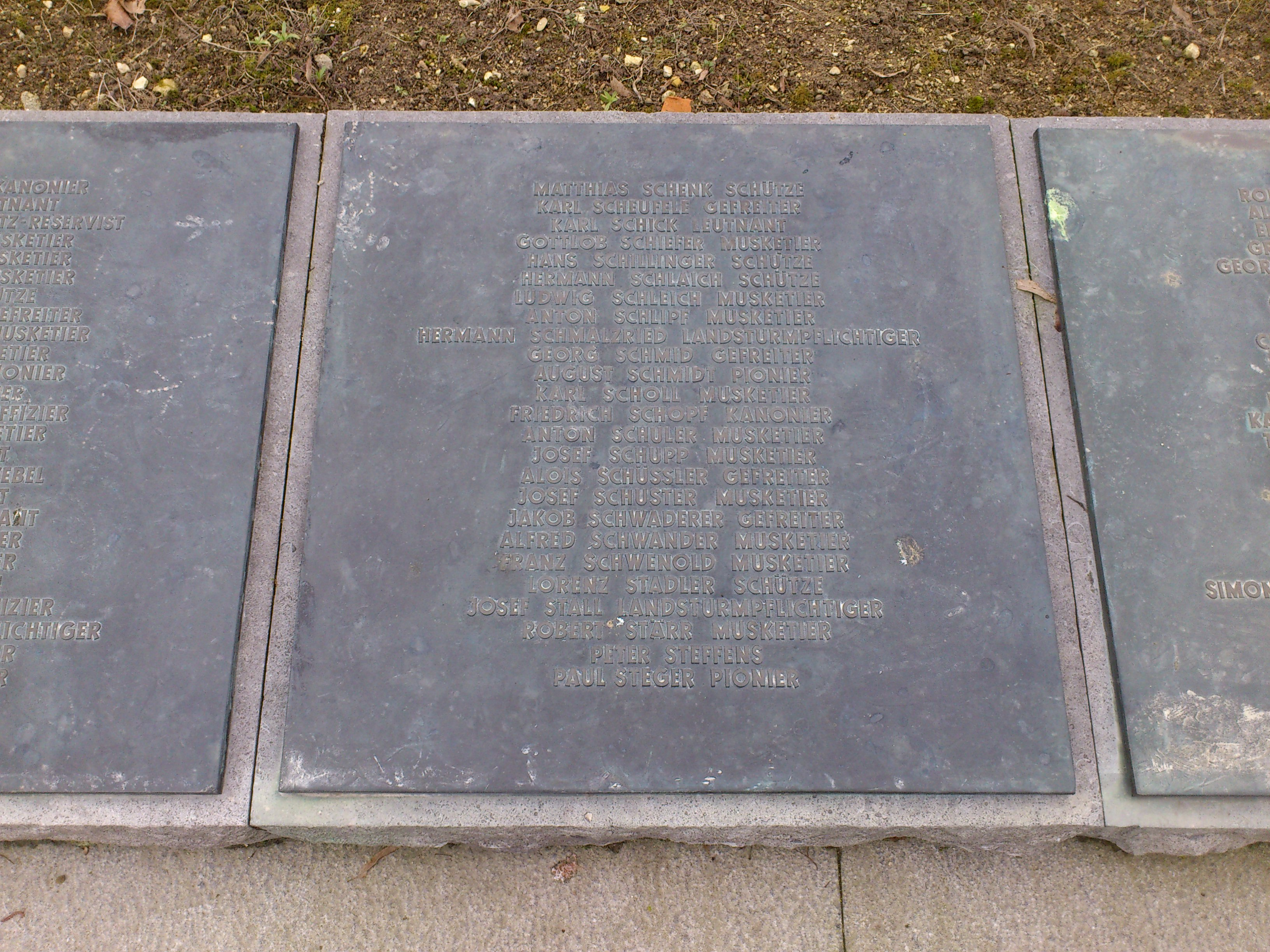
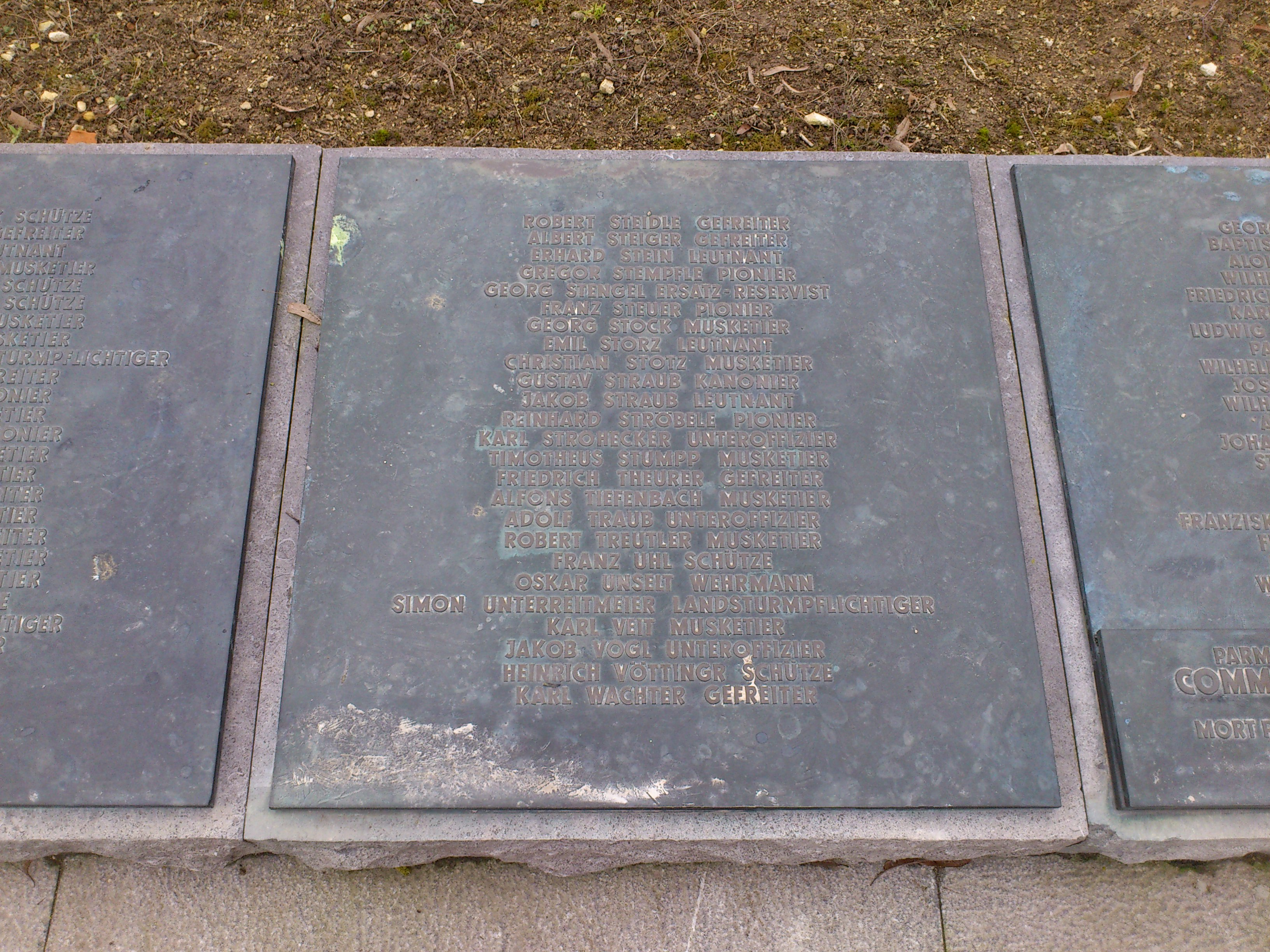
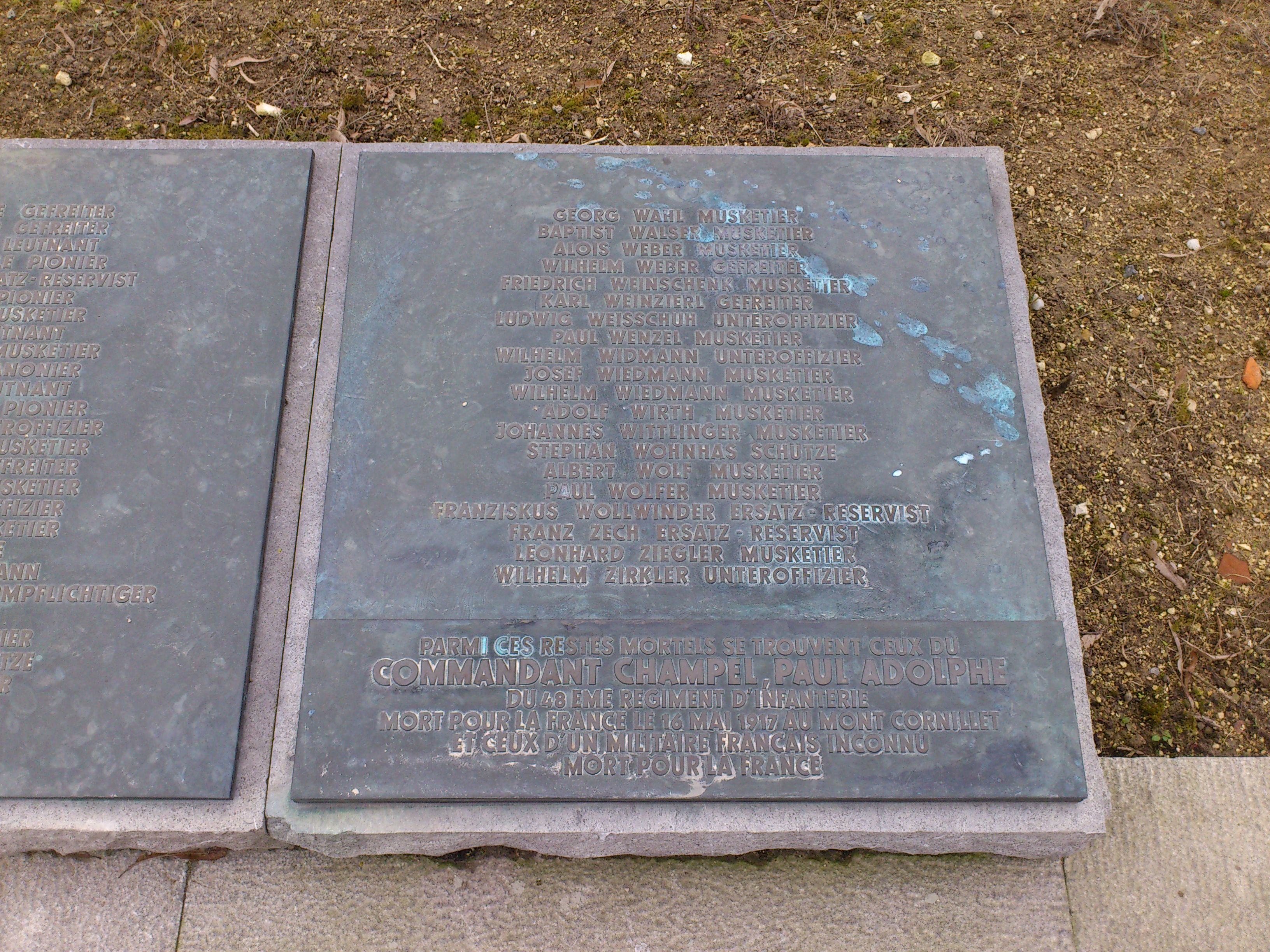

Parmi ces restes mortuaires, deux soldats français ont été retrouvés, dont un seul a pu être identifié : le commandant Paul Adolphe Champel.

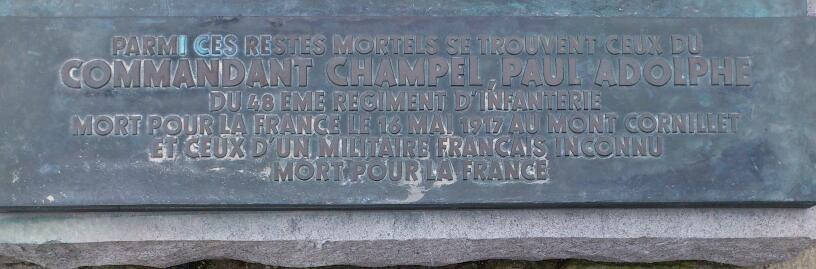
Le prisonnier Champel : plaque de l'ossuaire no 16, cimetière allemand de Warmeriville.